# Ескадрені міноносці типу «Амазонас»
Есмінці типу «Амазонас» - шість есмінців, побудованих під час Другої світової війни для ВМС Бразилії. Жоден з них не був завершений до кінця війни. У багатьох  джерелах вони  називаються тип «Акрі», а також типом «А» (назви всіх кораблів починалися на цю літеру), хоч саме «Амазонас» першим серед кораблів типу був закладений, спущений на воду та офіційно включений до складу флоту. 
Причиною цього стала зміна бортових номерів есмінців, де «Акрі» з позначений A4, став D10, першим у списку.

## Конструкція
Побудовані в Бразилії за модифікованим британським проектом разом із використання обладнання зі США, насамперед артилерії головного калібру, вони були побудовані для заміни шести есмінців типу H (у ВМС  Бразилії типу «Журуа»), замовлених у Британії, але примусово викуплених урядом цієї держави для використання у війні. Через складнсть  конструкції  та брак досвіду кораблі добудовували довго, їх завершували з 1949 по 1951 рік.
На початку 1960-х років кораблі були модернізовані. Була встановлена нова електроніка, а гармату № 2 замінили на 40-мм установки Bofors. 

## Історія служби
За період служби кораблів не відбулося значних подій за їх участю. 
Два кораблі були виведені з експлуатації в 1964 році, а решта чотири - з 1973 по 1974 рік.